# Nicolae Mărăscu
Nicolae „Nae“ Mărăscu (* September 1898 in Zvorsca, Kreis Dolj; † 1938) war ein rumänischer Rugbyspieler.

## Erfolge
Nicolae Mărăscu nahm an den Olympischen Sommerspielen 1924 in Paris teil, bei deren Rugbywettbewerb lediglich drei Mannschaften im Stade Olympique in Colombes antraten. In der ersten Partie gegen Frankreich unterlagen die Rumänen, nach unterschiedlichen Angaben, mit 3:63 oder 3:59, die einzigen Punkte erzielte Teodor Florian. Tags darauf verlor die rumänische Nationalmannschaft mit 0:37 auch die Begegnung gegen die Vereinigten Staaten. In den beiden Partien kam Mărăscu auf der Position des Innendreiviertel zum Einsatz. Trotz der beiden klaren Niederlagen erhielten die Rumänen mangels weiterer teilnehmender Mannschaften als Drittplatzierte die Bronzemedaille und gewannen damit die erste Medaille in Rumäniens olympischer Geschichte. Neben Mărăscu gehörten noch Dumitru Armășel, Teodor Florian, Gheorghe Benția, Ion Gîrleșteanu, Teodor Marian, Sorin Mihăilescu, Paul Nedelcovici, Iosif Nemeș, Eugen Sfetescu, Mircea Sfetescu, Soare Sterian, Atanasie Tănăsescu, Mihai Vardală, Paul Vidrașcu und Dumitru Volvoreanu zur Mannschaft.
In Rumänien spielte Mărăscu für den Bukarester Verein Stadiul Român, zu dessen Gründungsmitgliedern er auch zählte. Während er Chemie in Frankreich studierte, spielte er 1920 für Stade Français und von 1921 bis 1922 für Lille. Mărăscu bestritt zwischen 1919 und 1927 insgesamt fünf Partien für die Nationalmannschaft. Seine erste internationale Partie absolvierte er bei den Interalliierten Spielen 1919 in Paris gegen Frankreich. Seine beiden übrigen internationalen Partien absolvierte er 1927 gegen Frankreich und die Tschechoslowakei.